# Bundesautobahn 623
Die Bundesautobahn 623 (Abkürzung: BAB 623) – Kurzform: Autobahn 623 (Abkürzung: A 623) – verläuft vom Autobahndreieck Friedrichsthal (Verbindung mit der A 8) an Sulzbach/Saar vorbei bis zur Anschlussstelle (dem unechten und daher auch offiziell nicht so bezeichneten Dreieck) Saarbrücken-Ludwigsberg. Der ursprünglich bis in die Innenstadt von Saarbrücken geplante Abschnitt wurde als Bundesstraße 41 gebaut. Der gesamte Verlauf der A 623 war bis zu ihrer Umwidmung als Bundesautobahn Teil der B 41, die in ihr aufgegangen ist.
Am Autobahnende führt der rechte Fahrstreifen westlich am Stadtteil Rodenhof und am Ludwigsparkstadion vorbei zum Ludwigskreisel (L 127 und B 268) und dann weiter über die Saar (Westspange) zur AS Saarbrücken-Westspangenbrücke A 620.
Der linke Fahrstreifen geht an der AS Saarbrücken-Rodenhof östlich am Stadtteil Rodenhof den Berg hinab direkt in die Innenstadt (B 41), kreuzt ebenfalls die Saar und die A 620 (AS Saarbrücken-Wilhelm-Heinrich-Brücke) und führt weiter in Richtung Goldene Bremm. Hier geht die B 41 über in die Nationalstraße 3 (Frankreich in Richtung Forbach/Metz).
Diese Autobahn liegt vollständig im Regionalverband Saarbrücken und stellt eine wichtige regionale Verkehrsverbindung dar. Darüber hinaus ist die A 623 für den von Norden kommenden Verkehr, insbesondere von der A 1, als Route nach Saarbrücken ausgeschildert. Die A 1 führt zwar ebenfalls bis in die Innenstadt bis zum Ludwigskreisel, die letzten etwa 20 km (ab AK Saarbrücken) werden die Autofahrer jedoch auf die A 8 geleitet und dann nach ca. 6 km auf die A 623, weil am Autobahnende der A 1 sowie im Ortsteil Malstatt ein zu hohes Verkehrsaufkommen verhindert werden soll.
Ein Kuriosum wies die Beschilderung der Autobahn bis 2011 auf: Da die A 623 einen Ersatz für die B 41 darstellt, waren einige Schilder, die zur A 623 verwiesen, noch mit der Bundesstraßennummer 41 versehen. Dies galt ebenfalls für alle Entfernungstafeln entlang der A 623. Das letzte Stück zwischen Saarbrücken-Rodenhof und Saarbrücken-Güterbahnhof ist zwar nicht mehr als Autobahn (sondern als Kraftfahrstraße) ausgeschildert, ist aber vierstreifig und besaß blaue Schilder.
2011 wurden fast alle dieser Schilder ersetzt und weisen jetzt keine Beschilderung als B 41 mehr auf. Auch die blauen Schilder, die die beiden Ausfahrten Rodenhof und Ludwigsberg beschildern, wurden dabei durch gelbe Schilder ersetzt.